# Michael O'Leary
Michael O'Leary (Mullingar, 20 de marzo de 1961) es el consejero delegado de la aerolínea irlandesa Ryanair. Es uno de los hombres de negocios más ricos de Irlanda.

## Primeros años de vida
Michael O'Leary nació el 20 de marzo de 1961, el segundo de una familia de seis, cerca de Mullingar, Condado de Westmeath Irlanda. Fue educado en el Colegio Clongowes Wood, Condado de Kildare. En 1979 comenzó una carrera de cuatro años de Estudios de Negocios en el Instituto Trinity. Se graduó en Trinity en 1983. Trabajó como contable para Stokes Kennedy Crowley (más tarde conocido como KPMG). Estudió el sistema de impuestos irlandés. Lo dejó tras dos años, en 1985, para montar un kiosco de prensa en Walkinstown y Terenure, Dublín.
En SKC, O'Leary conoció a Tony Ryan, director de GPA (Guinness Peat Aviation, una compañía de alquiler), que era uno de los clientes de la compañía. Él aconsejó a Ryan en su declaración de impuestos personales. En 1987, Ryan contrató a O'Leary como su asesor personal financiero y de impuestos. El principal interés de Ryan estaba en GPA. Ryanair fue creada, aproximadamente, en ese momento. La recién nacida aerolínea se enmarcó en un sistema de negocio tradicional, pero rápidamente comenzó a perder dinero. Fue entonces cuando O'Leary viajó a los Estados Unidos para estudiar el novedoso sistema de negocio de Southwest Airlines.

## Carrera en Ryanair
O'Leary fue vocal de Ryanair entre 1991 y 1994. En enero de 1994 fue ascendido a consejero delegado de Ryanair. Bajo la batuta de O'Leary, Ryanair rápidamente adoptó el modelo bajo coste, sobre la base de Southwest Airlines. Los consumidores europeos achacaron el nacimiento de los ingresos extra y los billetes a céntimos a la mayor aerolínea de bajo coste de Europa.  O'Leary pudo describir la creación del movimiento de ingresos extra durante la entrevista de 2001 en el The Sunday Times. "Las otras aerolíneas se preguntan cómo pueden rebajar los precios. Nos preguntan cómo podemos ser rentables."
El modelo de negocio tan poco ortodoxo creado por O'Leary utiliza fórmulas como la venta a bordo, juegos por Internet, el alquiler de coches y las reservas de hotel para incrementar el dinero ingresado por la venta de billetes de los asientos de la aerolínea. Su idea radical llevó a un amplio número de pasajeros a coger el avión más frecuentemente obteniendo más beneficio de los ingresos extra del negocio de la aerolínea.  
La desregularización de los principales aeropuertos de Irlanda y la transformación de las aerolíneas tradicionales de servicios gratuitos, son algunas de sus demandas más ambiciosas.

## Controversia, arrogancia, contradicciones y uso de lenguaje vulgar
O'Leary tiene fama de decir todo lo que piensa de la industria aérea y sus legisladores. Muchos periódicos lo describen en sus artículos como arrogante, y de hacer comentarios que luego tiene que retirar. Es extravagante en sus declaraciones públicas, recurriendo a veces a los ataques personales y a un lenguaje de insultos.

Su agresivo estilo de dirección, siempre encaminado a la reducción de costes y su explícita actitud hostil hacia los directivos de sus competidores, las autoridades aeroportuarias, los gobiernos, y sindicatos se ha convertido en su tarjeta de bienvenida.  Recientemente se vio obligado a desdecirse de su anuncio de que Ryanair había reducido las emisiones de carbono a la mitad durante los últimos cinco años. O'Leary ha sido acusado de tratar mal a un periodista que hacía un reportaje informativo para un periódico sobre un incidente de seguridad en un vuelo de Ryanair. 
Una ventaja de esta actitud tan controvertida es la elevada publicidad gratuita que genera: Efectúa los comentarios durante el lanzamiento de una nueva ruta, o de una oferta especial. Las noticias con elevados números de telespectadores suelen hacer mención a sus frases memorables y controvertidas.
En junio de 2010 la compañía Clece (Clever) se despegó de la flota Ryanair y con ella se fueron subrogados un porcentaje de trabajadores, en la cual una mayoría fueron también subrogados de Iberia.
En su presentación en el aeropuerto de Bilbao tuvo varios incidentes con los trabajadores de Spanair pocos días después del quiebre de la compañía.
En una conferencia de prensa sobre los futuros vuelos intercontinentales, con el nombre RyanAtlantic, O'Leary describió la experiencia de viaje en primera clase como "camas gratis y mamadas." En 2002 dijo que su compañía no efectuaría vuelos transatlánticos de largo radio, asegurando:

El modelo bajo coste solo funciona realmente en los vuelos cortos [...] Si empezamos a volar más lejos, tendríamos que hacer algo estúpido como introducir lo que yo llamo una «clase rica» para que pague por los demás.

### Registro de coche privado como taxi
En 2004 adquirió un tacógrafo para su Mercedes-Benz para posibilitar que se le calificase como taxi para que pudiese utilizar legalmente los carriles de autobús de Dublín para reducir sus tiempos de viaje en coche por la ciudad. Un reportaje de prensa dijo que había sido detenido mientras conducía su propio taxi. En 2005 el ministro de transporte de Irlanda expresó su enfado con los abusos de O'Leary y otros.

## Vida personal
O'Leary vive en Gigginstown House, cerca de Mullingar. Se casó con Anita Farrell en 2003 y su primer hijo, Matt, nació en septiembre de 2005; su otro hijo, Luke, llegó en abril de 2007.
Posee ganado Aberdeen Angus y caballos en su Gigginstown House Stud en el condado de Westmeath. 
En 2006, su caballo War of Attrition ganó la Copa de Oro Cheltenham. Esta es la banda azul de salto de obstáculos. War of Attrition fue entrenado por Michael 'Ratón' Morris en Fethard, Condado de Tipperary, y montado por Conor O'Dwyer en la carrera.